# Phillip Spies
Phillip Spies (né le 21 mai 1970) est un athlète sud-africain, spécialiste du lancer du javelot. 

## Biographie

### Palmarès
| Date | Compétition            | Lieu     | Résultat | Performance |
| ---- | ---------------------- | -------- | -------- | ----------- |
| 1992 | Championnats d'Afrique | Maurice  | 3e       | 73,80 m     |
| 1993 | Championnats d'Afrique | Durban   | 2e       | 77,68 m     |
| 1994 | Jeux du Commonwealth   | Victoria | 8e       | 72,70 m     |
| 1995 | Jeux africains         | Harare   | 2e       | 76,24 m     |

### Records
| Épreuve           | Performance | Lieu      | Date            |
| ----------------- | ----------- | --------- | --------------- |
| Lancer du javelot | 79,34 m     | Stockholm | 10 juillet 1995 |